# Consejo de Estado del Imperio ruso

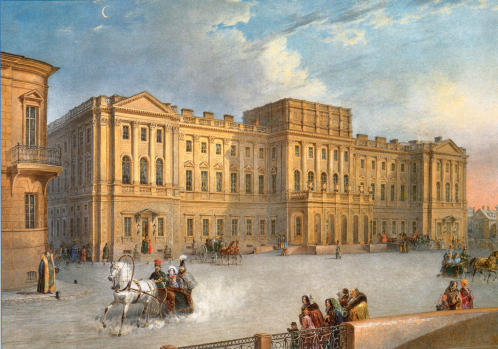
El Palacio Mariinski, en la Plaza de San Isaac era la sede del Consejo de Estado en el.

El Consejo de Estado del Imperio ruso (del ruso: Государственный Совет) fue el órgano consultivo legislativo supremo del zar en el Imperio ruso entre 1810 y 1906 y la cámara alta del parlamento ruso entre 1906 y 1917. En 1906, la cámara baja la constituyó la Duma Estatal creada a raíz de la adopción de la primera constitución rusa, la Constitución rusa de 1906.

## sigloXVIII- Precedentes
Los primeros Consejos del zar eran pequeños y se ocupaban principalmente de asuntos de política exterior.
Pedro I de Rusia formó el Senado Gobernante (Правительствующий сенат)
Catalina I de Rusia en febrero de 1726 instauró el Consejo Supremo de Privados (Верховный тайный совет, Supreme Privy Council) siendo este suprimido por Ana de Rusia en marzo de 1730.
Pedro III de Rusia creó el Consejo Imperial (en ruso: Императорский Совет, Императорский совет) el 20 de mayo de 1762, formalmente llamado "Consejo de la Más Alta Corte" (ruso: Совет при высочайшем дворе). Fue disuelto poco después de la sucesión por parte de Catalina II de Rusia. El Consejo Imperial volvió a desarrollar su trabajo entre el 17 de noviembre de 1768 hasta el 26 de marzo de 1801, bajo los reinados de Catalina II de Rusia y Pablo I de Rusia.
Fue suprimido en 1801 al constituirse por Alejandro I de Rusia el Consejo Permanente (Непременный совет) que estuvo funcionando desde el 5 de abril de 1801 hasta la constitución del Consejo de Estado del Imperio ruso en 1810.

## 1810-1917
El Consejo de Estado fue establecido por Alejandro I de Rusia en 1810 como parte de la reforma de gobierno de Alejandro I, llevada a cabo por su consejero Mijaíl Speranski. Aunque este lo había diseñado como una cámara alta de un parlamento, al no existir tal institución en el Imperio ruso hasta la constitución de la Primera Duma en 1906, realmente fue un órgano consultivo legislativo (законосовещательный орган) compuesto por personajes en los que el zar podía confiar. El número de miembros varió en los diferentes períodos. En el momento de su establecimiento en 1810, eran 35 los miembros, mientras que en 1890 el número de integrantes del Consejo ascendía a 60. La principal tarea del Consejo era la investigación preliminar, la promulgación y la abrogación de leyes.

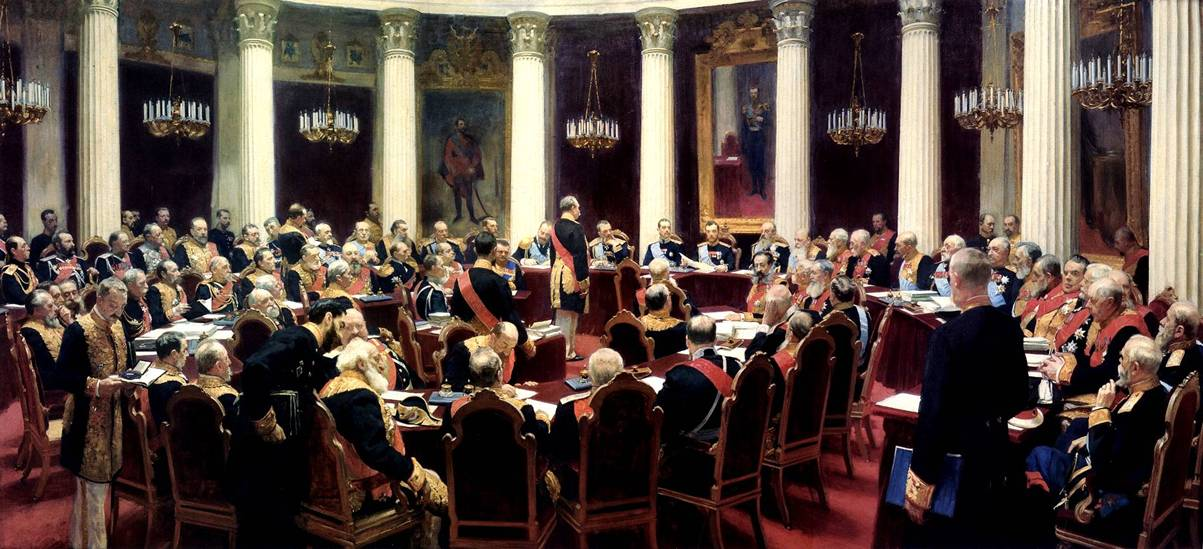
Sesión solemne del Consejo de Estado el 7 de mayo de 1901 con motivo del centésimo aniversario de su fundación, en el Palacio Mariinski. Óleo sobre lienzo obra de Iliá Repin. Museo Estatal Ruso, San Petersburgo. (Entre 1801 y 1810 existió el denominado Consejo Permanente (Непременный совет) considerado como el precursor del Consejo de Estado.)

Durante el periodo 1906-1917, el estatus del Consejo de Estado fue definido por la Constitución rusa de 1906. Su presidente era nombrado por el zar. La mitad de sus miembros eran a su vez elegidos por el zar entre personas distinguidas por sus servicios civiles y militares, y la otra mitad era elegida mediante elecciones en las diferentes categorías de la sociedad separadamente, como sigue:
- 56 miembros provenían del Zemstvo (1 de cada gubérniya),
- 18 miembros provenían de la Asamblea de la Nobleza (Gentry assembly|),
- 6 miembros provenían de la Iglesia Ortodoxa Rusa: 3 sacerdotes y 3 monjes,
- 12 miembros provenían de los comités de la bolsa, cámaras de comercio y asociaciones de negocios,
- 6 miembros eran de la Academia de las ciencias de Rusia,
- 2 miembros provenían del Parlamento de Finlandia.

El Consejo de Estado era la cámara alta del parlamento, mientras que la Duma Estatal del Imperio Ruso era la cámara baja. En comparación con la contemporánea Cámara de los Lores británica o a la Herrenhaus de Prusia, la cámara alta rusa estaba constituida más democráticamente, ya que la mitad de sus miembros eran elegidos democráticamente por diferentes sectores de la sociedad, mientras que los otros dos ejemplos estaban constituidos por pares con derechos hereditarios.
El Consejo de Estado fue abolido tras la Revolución Rusa de 1917.